# Hugh Welch Diamond
Hugh Welch Diamond (1809 – 21. června 1886) byl průkopník britské psychiatrie a fotograf. Je považován za zakladatele psychiatrické fotografie.

## Život a dílo
Povoláním byl lékař, otevřel si soukromou praxi v londýnském Soho, specializoval se na psychiatrii, byl jmenován do Brookwoodské nemocnice. Byl jedním ze zakladatelů fotografické společnosti Photographic Society, později byl jejím tajemníkem a redaktorem časopisu Photographic Journal.
Byl fascinován možnostmi využití fotografie v léčbě duševních poruch, některé z jeho mnoha kalotypií s námětem chování lidí, kteří trpí duševními poruchami, jsou velmi úchvatné. Byly pořízeny nejen kvůli záznamu, ale podle Diamonda také pro léčbu pacientů – i když k tomu existuje málo důkazů úspěchu.
Napsal mnoho článků popularizujících fotografii, byl populární přednášející a snažil se také povzbuzovat mladé fotografy. Mezi pozdějšími umělci byl také tehdy mladý Henry Peach Robinson, který později odkazoval na Diamonda jako na "otce fotografie".
Uznání za jeho podporu a ochotu dělit se o své vědomosti přišlo v roce 1855 ve formě daru ve výši 300 liber. V roce 1867 mu společnost Photographic Society udělila medaili jako uznání za "jeho dlouhodobou a úspěšnou práci a jednoho z hlavních průkopníků fotografického umění a jeho pokračující snahy o její rozvoj." Následující rok se z vlastní iniciativy vzdal jakéhokoli dalšího platu tajemníka společnosti.
Amatérský fotograf a právník Peter Wickens Fry založil pro svůj vlastní zájem s přáteli ve svém domě Calotype Club. První setkání klubu se konalo v roce 1847. Bylo to neformální shromáždění 12 fotografů zapojených do procesu kalotypie. Setkávali se jednou nebo dvakrát měsíčně a diskutovali o technickém vývoji a praktickém použití. Klub byl v roce 1848 přejmenován na Royal Photographic Club.
Někteří další členové klubu kromě doktora Hugha Welche Diamonda byli například: vědec Robert Hunt, člen RSA, který byl ředitelem Muzea praktické geologie a na počátku fotografie byl v této věci autoritou nebo sochař Archer.

## Galerie

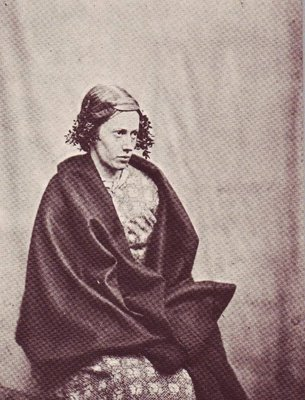
Duševně nemocný pacient oblečený jako Ophelie
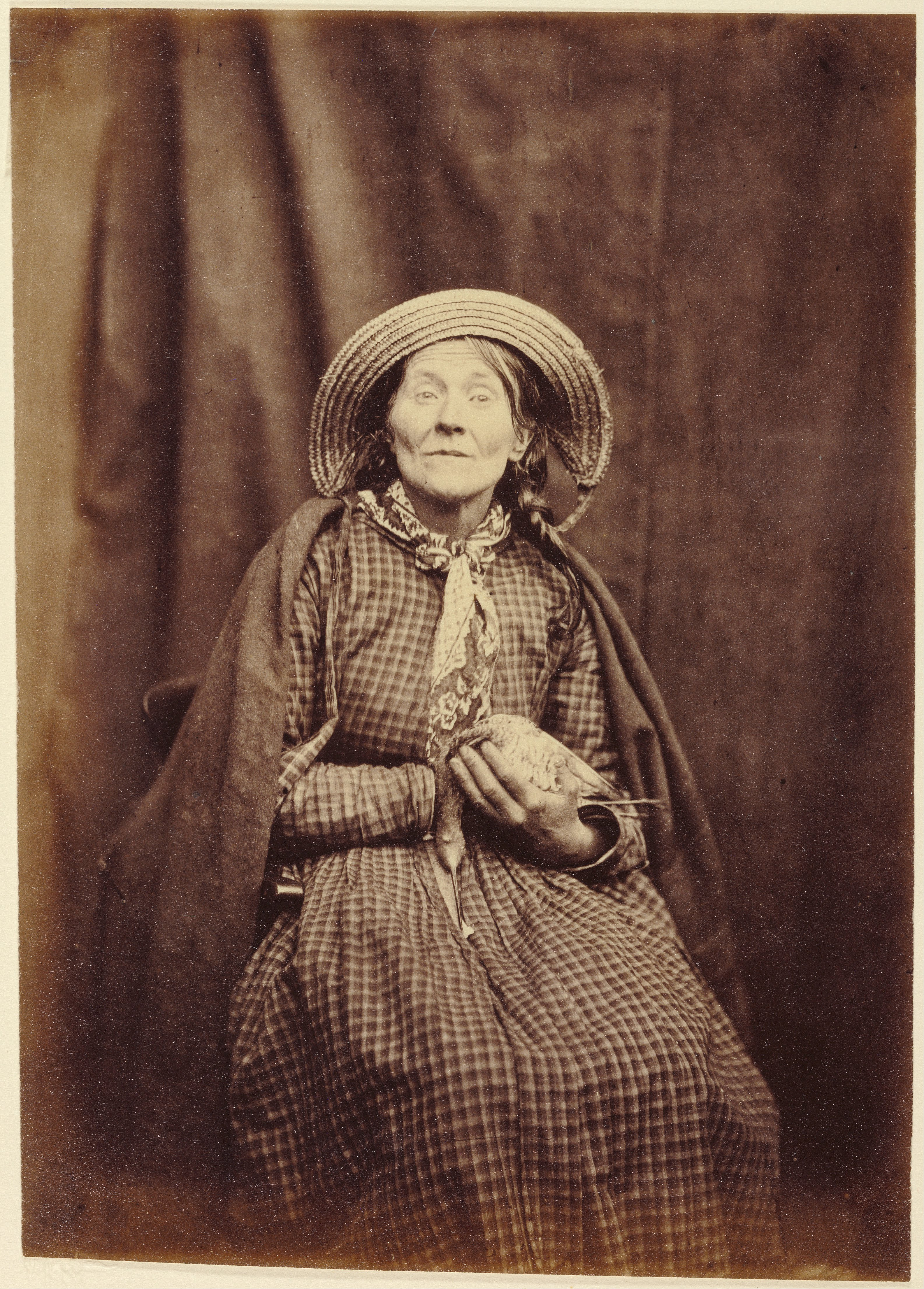
Sedící žena s ptákem
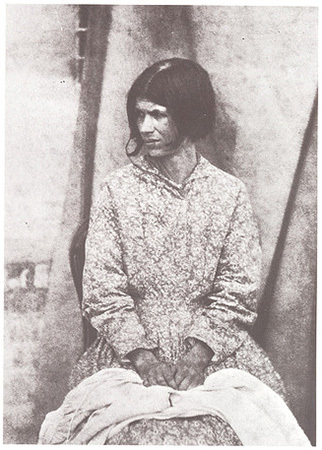
Melancholie přecházející do mánie
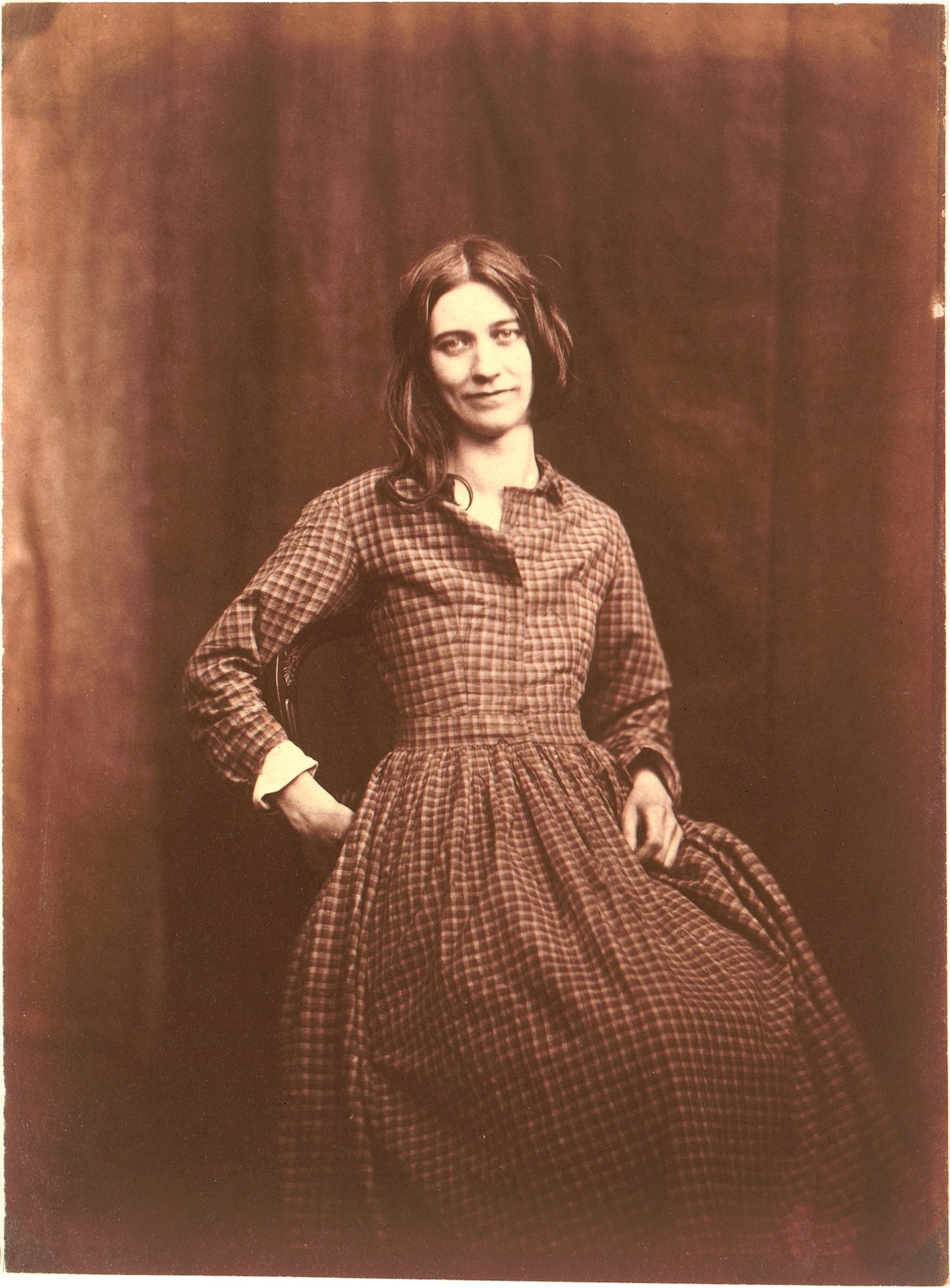
Fotografie pacientky psychiatrické léčebny, asi 1850–1858
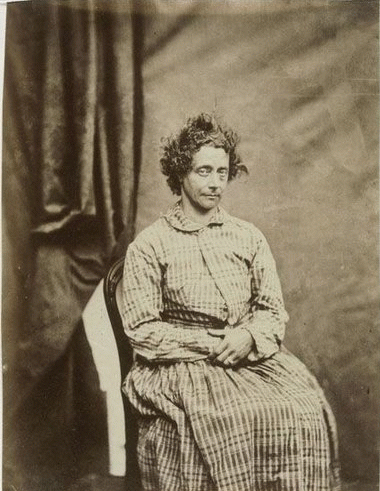
Portrét duševně nemocné ženy, 1852–1854